# Даника
«Даника» (англ. Danika; иногда используется название «Дэника») — американский фильм, вышедший на экраны в 2006 году. Главную роль в нём исполнила Мариса Томей.

## Сюжет
Даника Мэррик — тридцатипятилетняя женщина, у которой как кажется со стороны есть всё, что нужно для счастья: любящий муж и трое детей, хороший дом и престижная работа. Но она начинает страдать от слишком реальных галлюцинаций, в которых видит различные трагические события, будто бы происходящие с окружающими людьми, а особенно с собственными детьми: автокатастрофа школьного автобуса, похищение и жестокое убийство дочери. Психиатр Эвелин Харрис, к которой Даника обращается за помощью считает, что причина галлюцинаций в чрезмерной тревоге женщины за своих детей. Но находящаяся на грани нервного срыва Даника рассказывает Эвелин, что её отношения с мужем, кажущиеся посторонним идеальными хранят достаточно неприятную тайну: несколько лет назад Рэнди изменил ей, но супруги решили забыть эту историю. Психиатр выписывает ей сильнодействующие лекарства, но они не помогают. Напротив, галлюцинации становятся ещё более параноидальными, и в конечном итоге приводят к пониманию, что вся нынешняя жизнь Даники — всего лишь плод фантазии её болезненного сознания…

## В ролях
| Актёр        | Роль                        |
| ------------ | --------------------------- |
| Мариса Томей | Даника Мэррик               |
| Крейг Бирко  | Рэнди Мэррик (муж Даники)   |
| Кайл Галлнер | Курт Мэррик (старший сын)   |
| Реджина Холл | доктор Эвелин Харрис        |
| Ханна Маркс  | Лиззи                       |
| Ридж Кэнайп  | Брайан Мэррик (младший сын) |
| Джеймс Эйври | Тедди Джонсон               |
| Деней Гарсиа | Мира                        |

## Награды и номинации
Мировая премьера фильма «Даника» состоялась на американском кинофестивале «CineVegas» в 2006 году. В этом же году на кинофестивале в Сан-Диего данный был признан лучшим художественным фильмом, а Реджина Холл, исполнившая роль доктора Эвелин Харрис получила приз как лучшая актриса.